# Celeste Barbitta
Sabrina Celeste Barbitta Nuño (22 de mayo de 1979 – Capital Federal - Argentina) conocida como Celeste Barbitta, es una futbolista argentina que juega como defensora. Integró el equipo nacional femenino de Argentina en las ediciones de la Copa Mundial Femenina de Fútbol de 2003 y 2007.

## Selección nacional

### Participaciones en Copas del Mundo
| Torneo               | Sede           | Resultado    | Partidos | Goles | Asistencias |
| -------------------- | -------------- | ------------ | -------- | ----- | ----------- |
| Copa Mundial de 2003 | Estados Unidos | Primera fase | 3        | 0     | 0           |
| Copa Mundial de 2007 | China          | Primera fase | 1        | 0     | 0           |